# DK Bongos

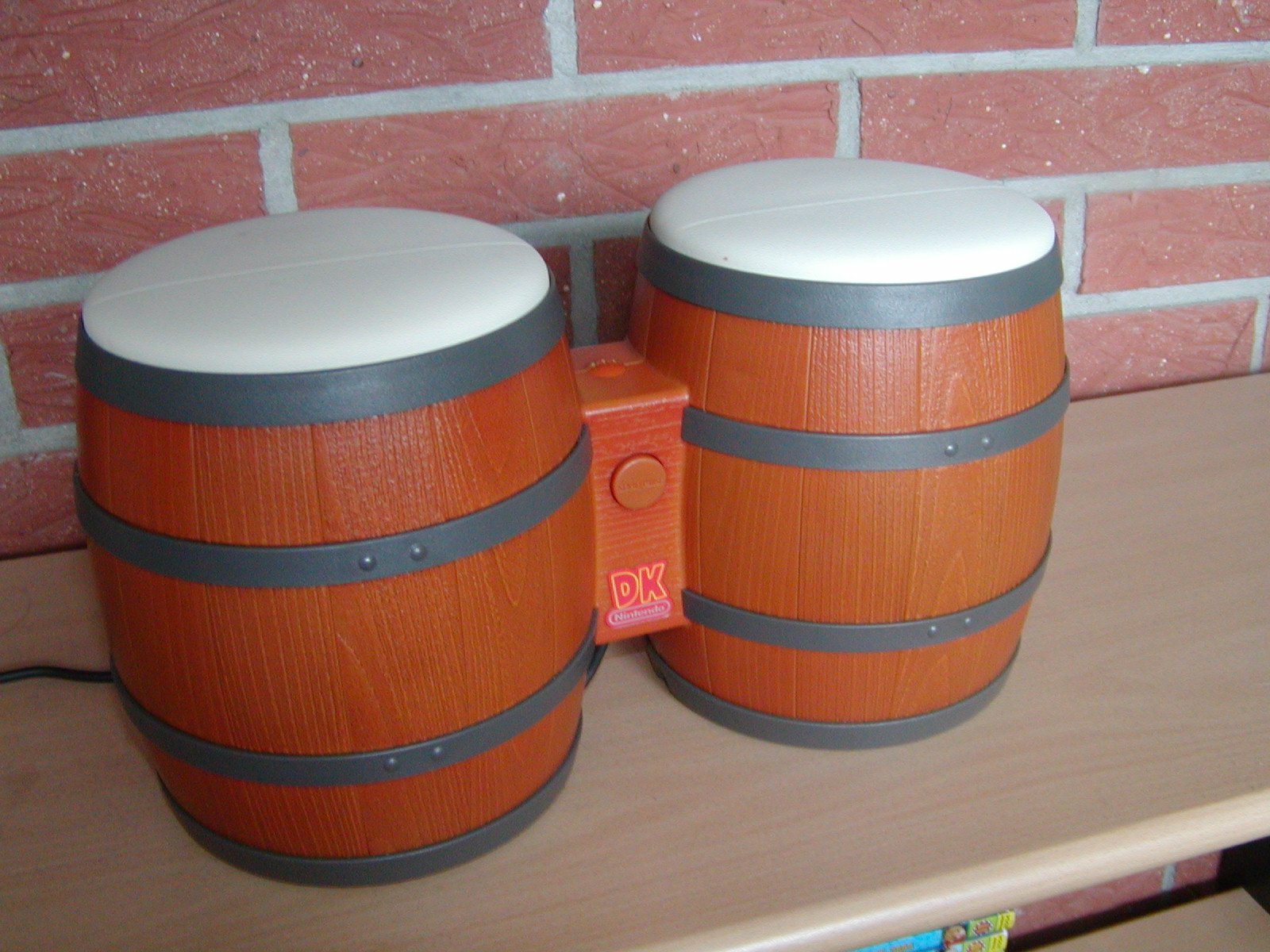
DK Bongos

DK Bongos (jap. タルコンガ, Tarukonga, dt. „Fass-Conga“) sind ein Eingabegerät für Nintendos Spielkonsole GameCube. Vom Design sind sie echten Bongos und Congas nachempfunden. So sind die beiden Trommeln nicht unterschiedlich groß, wie das bei traditionellen Bongos der Fall ist, aber auch nicht so hoch und groß wie Congas.
DK Bongos besitzen in jeder der zwei Trommeln einen Sensor, der erkennt, wenn man auf die entsprechende Trommeloberfläche schlägt, und ein Mikrofon, das Klatschen (oder andere laute Geräusche in unmittelbarer Nähe) erkennt. Außerdem gibt es einen „Start“-Knopf.

## Spiele
DK Bongos wurden ursprünglich für das Musikspiel Donkey Konga entwickelt, bei dem sie auch mitgeliefert wurden. Sie können aber auch einzeln erworben werden.
Die folgenden Spiele verwenden die DK Bongos als Eingabegerät:
| Titel                   | Genre        |
| ----------------------- | ------------ |
| Donkey Konga            | Musikspiel   |
| Donkey Konga 2          | Musikspiel   |
| Donkey Konga 3          | Musikspiel   |
| Donkey Kong Jungle Beat | Jump ’n’ run |

Geplant war außerdem der Einsatz der Bongos in dem Pinball-Spiel Odama sowie im Rennspiel DK: Bongo Blast.